# Autorretrato (Niki de Saint Phalle)
Autorretrato (título original: Why don't you love me?) é uma serigrafia da artista Niki de Saint Phalle conservada na prestigiosa Galeria dos Autorretratos da Galeria Uffizi, em Florença.

## Descrição e Análise
A serigrafia Why don't you love me? (1968), de Niki de Saint Phalle, doada à Galeria Uffizi pela Fundação Niki de Saint Phalle, é uma das raras inclusões contemporâneas em uma coleção historicamente dominada por mestres renascentistas e barrocos, marcando a presença feminina e moderna no acervo .
eBay
Nesta obra, Saint Phalle combina imagens e palavras em uma composição que evoca tanto a estética pop quanto a intensidade emocional. A figura central, uma mulher estilizada com formas arredondadas e cores vibrantes, remete às suas famosas "Nanas", esculturas que celebram a feminilidade e a força das mulheres. Ao redor, frases manuscritas como "Why don't you love me?" e "My love why did you go away?" expressam uma vulnerabilidade emocional que contrasta com a exuberância visual da obra.
A técnica da serigrafia, escolhida pela artista, permite uma reprodução precisa das cores e formas, mantendo a energia e espontaneidade do desenho original. A combinação de texto e imagem cria uma narrativa pessoal e universal sobre o amor, a perda e a busca por afeto.
A presença desta obra na Galeria Uffizi não apenas destaca a versatilidade de Saint Phalle como artista, mas também representa um reconhecimento institucional da importância das vozes femininas na história da arte. Ao lado de autorretratos de artistas como Élisabeth Vigée Le Brun e Helene Schjerfbeck, a serigrafia de Saint Phalle amplia o diálogo sobre identidade, gênero e expressão artística.
Why don't you love me? é uma obra que encapsula a abordagem ousada e emotiva de Niki de Saint Phalle, oferecendo uma reflexão profunda sobre as complexidades das relações humanas, enquanto afirma o lugar das mulheres artistas no cânone da arte ocidental.